# Jumpei Saito
Jumpei Saito (斎藤 純平 Saito Jumpei?, nacido el 27 de diciembre de 1992 en Akita) es un exfutbolista japonés. Jugaba de centrocampista y su único club fue el Blaublitz Akita de Japón.

## Trayectoria

### Clubes
| Club            | País  | Año  |
| --------------- | ----- | ---- |
| Blaublitz Akita | Japón | 2015 |

## Estadística de carrera

### J. League
| Club            | Año   | J. League | J. League | Copa J. League | Copa J. League | Total | Total |
| Club            | Año   | Part.     | Goles     | Part.          | Goles          | Part. | Goles |
| --------------- | ----- | --------- | --------- | -------------- | -------------- | ----- | ----- |
| Blaublitz Akita | 2015  | 13        | 0         | -              | -              | 13    | 0     |
| Total           | Total | 13        | 0         | 0              | 0              | 13    | 0     |